# Gare de Cousolre
La gare de Cousolre est une ancienne gare ferroviaire française située sur la commune de Cousolre (département du Nord). 

## Situation ferroviaire
La gare est située au terminus de la ligne Ferrière-la-Grande - Cousolre sur la route départementale 80 à une altitude de 196 mètres à une distance d'environ 500 mètres du centre de la petite ville au sud-ouest.

## Histoire
La gare est fermée à la desserte voyageurs le 1er juillet 1939 puis rouverte pendant la guerre de 1939-1945.
Elle sert ensuite au transport de marchandises et de ballast, jusque 2008, date de fermeture de la ligne qui reste cependant dans le patrimoine de SNCF Réseau. 
La gare est actuellement une maison d'habitation privée.